# Michael Abraham Behrens
Michael Abraham Behrens (geboren 1812; gestorben 1879) war ein deutscher Unternehmer, der erste jüdische Kommunalpolitiker in der Geschichte der Stadt Hannover sowie Vize-Vorsteher der jüdischen Gemeinde in Hannover.

## Leben
Geboren zur Zeit des Königreichs Westphalen während der sogenannten „Franzosenzeit“ kurz vor der Erhebung des ehemaligen Kurfürstentums Hannover zum Königreich Hannover, betrieb Michael Abraham Behrens ein Handelsgeschäft mit Fellen in der Bäckerstraße der Calenberger Neustadt, die sich 1824 mit der Stadt Hannover vereinigte.
1859 wurde Behrens – als erste jüdische Persönlichkeit der Stadt – in das hannoversche Bürgervorsteherkollegium (BVK) gewählt. Zuvor hatte Behrens – notwendigerweise – das Bürgerrecht der Stadt durch Zahlung des Bürgergewinngeldes erworben.
Zeitweilig hatte Behrens das Amt des Vize-Vorstehers der jüdischen Gemeinde im Vorgängerbau der Neuen Synagoge an der Bergstraße inne.
Noch 1868 verzeichnete das Adreßbuch der Königlichen Residenz-Stadt Hannover Behrens als Vize-Wortführer des BVK. Somit stand er in direktem kommunalpolitischen Kontakt mit seinem Kollegen Daniel Heinemann.